# 기산초등학교 (전남)
기산초등학교는 대한민국 전라남도 함평군에 있는 공립 초등학교이다.

## 학교 연혁
- 1968. 11. 05 기산국민학교 개교
- 1996. 03. 01 기산초등학교로 개칭
- 1997. 03. 10 기산초등학교 병설 유치원 개원
- 2013. 09. 01 제16대 서근태 교장 부임
- 2015. 02. 17 제46회 졸업(총 2,860명)

## 참고 자료
- 기산초등학교 - 한국교육학술정보원 학교알리미